# AVP Tour 2016
Die AVP Tour 2016 ist die nationale Turnierserie der Vereinigten Staaten im Beachvolleyball. Sie wurde in sieben Städten ausgetragen.

## Übersicht der Turniere
| Datum           | Stadt            | Sieger Männer                     | Sieger Frauen                        |
| --------------- | ---------------- | --------------------------------- | ------------------------------------ |
| 14.–17. April   | New Orleans      | Ryan Doherty / John Mayer         | Kimberly DiCello / Kendra VanZwieten |
| 5.–8. Mai       | Huntington Beach | Jacob Gibb / Casey Patterson      | April Ross / Kerri Walsh             |
| 2.–5. Juni      | Seattle          | Billy Allen / Theodore Brunner    | Lane Carico / Summer Ross            |
| 16.–19. Juni    | New York City    | Phil Dalhausser / Nicholas Lucena | April Ross / Kerri Walsh             |
| 23.–26. Juni    | San Francisco    | Jacob Gibb / Casey Patterson      | April Ross / Kerri Walsh             |
| 14.–17. Juli    | Manhattan Beach  | Jacob Gibb / Casey Patterson      | Emily Day / Brittany Hochevar        |
| 1.–4. September | Chicago          | Phil Dalhausser / Nicholas Lucena | Lauren Fendrick / Brooke Sweat       |

## Turniere
Nachfolgend werden jeweils die Top 8 der einzelnen Turniere aufgeführt. Die kompletten Ergebnisse gibt es in der Beach Volleyball Database (siehe Weblinks).

### New Orleans
| Platz | Männer                          | Frauen                                |
| ----- | ------------------------------- | ------------------------------------- |
| 1     | Ryan Doherty / John Mayer       | Kimberly DiCello / Kendra VanZwieten  |
| 2     | Jacob Gibb / Casey Patterson    | Angela Bensend / Geena Urango         |
| 3     | Taylor Crabb / Trevor Crabb     | Jenny Kropp / Misty May-Treanor       |
| 3     | Mark Burik / Russ Marchewka     | Amanda Dowdy / Emily Stockman         |
| 5     | Bradley Keenan / Ty Tramblie    | Caitlin Ledoux / Irene Pollock        |
| 5     | Billy Allen / Stafford Slick    | Janelle Allen / Megan Wallin-Brockway |
| 7     | Casey Jennings / Billy Kolinske | Branagan Fuller / Kerri Schuh         |
| 7     | Marty Lorenz / Adam Roberts     | Bree Scarbrough / Brittany Tiegs      |

### Huntington Beach
| Platz | Männer                         | Frauen                               |
| ----- | ------------------------------ | ------------------------------------ |
| 1     | Jacob Gibb / Casey Patterson   | April Ross / Kerri Walsh             |
| 2     | Taylor Crabb / Trevor Crabb    | Angela Bensend / Geena Urango        |
| 3     | Ryan Doherty / John Mayer      | Kimberly DiCello / Kendra VanZwieten |
| 3     | Billy Allen / Theodore Brunner | Lane Carico / Summer Ross            |
| 5     | Brian Bomgren / Tim Bomgren    | Whitney Pavlik / Sheila Shaw         |
| 5     | Miles Evans / Curt Toppel      | Ali McColloch / Kelly Reeves         |
| 7     | Bradley Keenan / Ty Tramblie   | Betsi Flint / Kelley Kolinske        |
| 7     | Robbie Page / Todd Rogers      | Christal Engle / Jessica Stubinski   |

### Seattle
| Platz | Männer                              | Frauen                               |
| ----- | ----------------------------------- | ------------------------------------ |
| 1     | Billy Allen / Theodore Brunner      | Lane Carico / Summer Ross            |
| 2     | Taylor Crabb / Trevor Crabb         | Jennifer Fopma / Brittany Hochevar   |
| 3     | Jacob Gibb / Casey Patterson        | Kimberly DiCello / Kendra VanZwieten |
| 3     | Avery Drost / Gregg Weaver          | Angela Bensend / Geena Urango        |
| 5     | Jeremy Casebeer / Derek Olson       | Betsi Flint / Kelley Kolinske        |
| 5     | Kevin McColloch / Roberto Rodriguez | Caitlin Ledoux / Irene Pollock       |
| 7     | Mark Burik / Curt Toppel            | Sarah Day / Jessica Stubinski        |
| 7     | Paul Araiza / Alejandro Parra       | Ali McColloch / Kelly Reeves         |

### New York City
| Platz | Männer                             | Frauen                             |
| ----- | ---------------------------------- | ---------------------------------- |
| 1     | Phil Dalhausser / Nicholas Lucena  | April Ross / Kerri Walsh           |
| 2     | Jeremy Casebeer / Sean Rosenthal   | Lane Carico / Summer Ross          |
| 3     | Taylor Crabb / Trevor Crabb        | Jennifer Fopma / Brittany Hochevar |
| 3     | Avery Drost / Billy Kolinske       | Kelly Claes / Sara Hughes          |
| 5     | John Mayer / Stafford Slick        | Emily Day / Jennifer Kessy         |
| 5     | Brian Bomgren / Tim Bomgren        | Amanda Dowdy / Emily Stockman      |
| 7     | Dave McKienzie / Curt Toppel       | Whitney Pavlik / Sheila Shaw       |
| 7     | Michael Brunsting / Chase Frishman | Jace Pardon / Brittany Tiegs       |

### San Francisco
| Platz | Männer                           | Frauen                               |
| ----- | -------------------------------- | ------------------------------------ |
| 1     | Jacob Gibb / Casey Patterson     | April Ross / Kerri Walsh             |
| 2     | Taylor Crabb / Trevor Crabb      | Kelly Claes / Sara Hughes            |
| 3     | John Mayer / Stafford Slick      | Lane Carico / Summer Ross            |
| 3     | Ty Loomis / Marty Lorenz         | Emily Day / Brittany Hochevar        |
| 5     | Billy Allen / Theodore Brunner   | Kimberly DiCello / Kendra VanZwieten |
| 5     | Ryan Doherty / Ty Tramblie       | Ali McColloch / Kelly Reeves         |
| 7     | Jeremy Casebeer / Sean Rosenthal | Jennifer Fopma / Jennifer Kessy      |
| 7     | Casey Jennings / Robbie Page     | Angela Bensend / Geena Urango        |

### Manhattan Beach
| Platz | Männer                            | Frauen                               |
| ----- | --------------------------------- | ------------------------------------ |
| 1     | Jacob Gibb / Casey Patterson      | Emily Day / Brittany Hochevar        |
| 2     | Tri Bourne / John Hyden           | Lane Carico / Summer Ross            |
| 3     | Phil Dalhausser / Nicholas Lucena | Kimberly DiCello / Kendra VanZwieten |
| 3     | Taylor Crabb / Trevor Crabb       | Lauren Fendrick / Brooke Sweat       |
| 5     | Ryan Doherty / John Mayer         | Angela Bensend / Geena Urango        |
| 5     | Billy Allen / Theodore Brunner    | Sheila Shaw / Emily Stockman         |
| 7     | Todd Rogers / Stafford Slick      | Jennifer Fopma / Jennifer Kessy      |
| 7     | Ty Loomis / Marty Lorenz          | Amanda Dowdy / Whitney Pavlik        |

### Chicago
| Platz | Männer                            | Frauen                          |
| ----- | --------------------------------- | ------------------------------- |
| 1     | Phil Dalhausser / Nicholas Lucena | Lauren Fendrick / Brooke Sweat  |
| 2     | Tri Bourne / John Hyden           | Betsi Flint / Kelley Kolinske   |
| 3     | Taylor Crabb / Trevor Crabb       | Lane Carico / Summer Ross       |
| 3     | Ryan Doherty / John Mayer         | Ali McColloch / Geena Urango    |
| 5     | Jacob Gibb / Casey Patterson      | Jennifer Fopma / Emily Stockman |
| 5     | Billy Allen / Theodore Brunner    | Jace Pardon / Brittany Tiegs    |
| 7     | Stafford Slick / Ty Tramblie      | Kelly Reeves / April Ross       |
| 7     | Jeremy Casebeer / Sean Rosenthal  | Karissa Cook / Katie Spieler    |